# Dieter Moherndl
Dieter Moherndl (ur. 20 stycznia 1968 w Trostbergu) – niemiecki snowboardzista, wicemistrz świata.

## Kariera
Po raz pierwszy na arenie międzynarodowej pojawił się 11 listopada 1995 roku w Kaprun, gdzie w zawodach FIS Race zajął dziewiąte miejsce w gigancie. W Pucharze Świata zadebiutował 24 listopada 1994 roku w Zell am See, gdzie zajął 25. miejsce w gigancie. Tym samym już w swoim debiucie wywalczył pierwsze pucharowe punkty. Na podium zawodów pucharowych po raz pierwszy stanął 2 grudnia 1995 roku w Altenmarkt, kończąc rywalizację w slalomie na drugiej pozycji. W zawodach tych rozdzielił Manuela Mendozę z USA i Austriaka Petera Pechhackera. Łącznie dziewięć razy stawał na podium zawodów PŚ, odnosząc przy tym dwa zwycięstwa: 24 lutego 1996 roku w Calgary i 12 marca 1998 roku w Tandådalen triumfował w slalomie równoległym (PSL). Najlepsze wyniki osiągnął w sezonie 1997/1998, kiedy to zajął trzecie miejsce w klasyfikacji generalnej oraz w klasyfikacji slalomu.
Jego największym sukcesem jest srebrny medal w slalomie wywalczony na mistrzostwach świata w San Candido w 1997 roku. Uplasował się tam między swym rodakiem, Berndem Kroschewskim i Antonem Pogue z USA. Był to jego jedyny medal wywalczony na międzynarodowej imprezie tej rangi. Zajął też między innymi piąte miejsce w gigancie podczas mistrzostw świata w Lienzu rok wcześniej. Brał też udział w igrzyskach olimpijskich w Nagano w 1998 roku, gdzie zajął także 14. miejsce w gigancie.
W 2000 r. zakończył karierę.

## Osiągnięcia

### Igrzyska olimpijskie
| Miejsce | Dzień    | Rok  | Miejscowość | Konkurencja | Zwycięzca       |
| ------- | -------- | ---- | ----------- | ----------- | --------------- |
| 14.     | 8 lutego | 1998 | Nagano      | Gigant      | Ross Rebagliati |

### Mistrzostwa świata
| Miejsce | Dzień       | Rok  | Miejscowość   | Konkurencja       | Zwycięzca           |
| ------- | ----------- | ---- | ------------- | ----------------- | ------------------- |
| 5.      | 27 stycznia | 1996 | Lienz         | Gigant            | Jeff Greenwood      |
| 7.      | 28 stycznia | 1996 | Lienz         | Slalom równoległy | Ivo Rudiferia       |
| 14.     | 22 stycznia | 1997 | San Candido   | Gigant            | Thomas Prugger      |
| 2.      | 23 stycznia | 1997 | San Candido   | Slalom            | Bernd Kroschewski   |
| 6.      | 25 stycznia | 1997 | San Candido   | Slalom równoległy | Mike Jacoby         |
| 61.     | 13 stycznia | 1999 | Berchtesgaden | Gigant            | Markus Ebner        |
| 46.     | 14 stycznia | 1999 | Berchtesgaden | Gigant równoległy | Richard Richardsson |
| 20.     | 15 stycznia | 1999 | Berchtesgaden | Slalom równoległy | Nicolas Huet        |
| 26.     | 17 stycznia | 1999 | Berchtesgaden | Snowboardcross    | Henrik Jansson      |

### Puchar Świata

#### Miejsca w klasyfikacji generalnej
- sezon 1995/1996: 9.
- sezon 1996/1997: 31.
- sezon 1997/1998: 3.
- sezon 1998/1999: 41.
- sezon 1999/2000: 127.

#### Miejsca na podium
1. Altenmarkt – 2 grudnia 1995 (slalom) - 2. miejsce
2. Calgary – 24 lutego 1996 (slalom równoległy) - 1. miejsce
3. Mount Bachelor – 14 marca 1996 (gigant) - 3. miejsce
4. Mont-Sainte-Anne – 31 stycznia 1997 (slalom) - 2. miejsce
5. Sestriere – 5 grudnia 1997 (slalom równoległy) - 2. miejsce
6. Grächen – 10 stycznia 1998 (slalom równoległy) - 3. miejsce
7. Les Gets – 6 marca 1998 (gigant równoległy) - 3. miejsce
8. Tandådalen – 12 marca 1998 (slalom równoległy) - 1. miejsce
9. Asahikawa – 13 lutego 1999 (slalom równoległy) - 3. miejsce